# Lista de prefeitos de Itabuna
Esta é a lista de prefeitos do município de Itabuna, estado brasileiro da Bahia.
| Nº | Nome                                                                               | Imagem                | Partido                                          | Início do mandato       | Fim do mandato                          | Observações                                                                 |
| 1  | Olinto Batista Leone                                                               |                       | Partido Republicano PR                           | 1° de janeiro de 1908   | 12 de fevereiro de 1912                 | Intendente                                                                  |
| 2  | Antônio Gonçalves Brandão                                                          |                       | Partido Republicano PR                           | 12 de fevereiro de 1912 | 15 de janeiro de 1915                   | Intendente                                                                  |
| 3  | Manoel Fonseca Dorea                                                               |                       | Partido Republicano PR                           | 15 de janeiro de 1915   | 10 de setembro de 1918                  | Intendente                                                                  |
| 4  | Adolfo Leite                                                                       |                       | Partido Republicano PR                           | 10 de setembro de 1918  | 9 de setembro de 1920                   | Intendente                                                                  |
| 5  | José Kruschewsky                                                                   |                       | Partido Democrata Cristão PDC                    | 9 de setembro de 1920   | 13 de janeiro de 1924                   | Intendente                                                                  |
| 6  | Gileno Amado                                                                       |                       | PRD                                              | 13 de janeiro de 1924   | 2 de março de 1924                      | Intendente                                                                  |
| 7  | Laudelino Lorenz                                                                   |                       | Partido Democrata Cristão PDC                    | 2 de março de 1924      | 1° de janeiro de 1926                   | Intendente                                                                  |
| 8  | Henrique Alves dos Reis                                                            |                       | Partido Progressista PP                          | 1° de janeiro de 1926   | 6 de junho de 1928                      | Intendente                                                                  |
| 9  | Benjamin de Andrade                                                                |                       | Partido Democrata Cristão PDC                    | 6 de junho de 1928      | 15 de outubro de 1930                   | Intendente                                                                  |
| 10 | Glicerio Lima                                                                      |                       | Partido Progressista PP                          | 15 de outubro de 1930   | 13 de setembro de 1932                  | Prefeito nomeado                                                            |
| 11 | Claudionor Silvestre                                                               |                       | Partido Progressista PP                          | 13 de setembro de 1932  | 10 de novembro de 1937                  | Prefeito nomeado                                                            |
| 12 | José Nunes de Aquino                                                               |                       | Partido Democrata Cristão PDC                    | 10 de novembro de 1937  | 16 de junho de 1938                     | Prefeito nomeado                                                            |
| 13 | Godofredo Almeida                                                                  |                       | Partido Progressista PP                          | 16 de junho de 1938     | 15 de julho de 1938                     | Prefeito nomeado                                                            |
| 14 | Francisco Ferreira da Silva                                                        |                       | PRD                                              | 15 de julho de 1938     | 21 de junho de 1945                     | Prefeito nomeado                                                            |
| 15 | João Magalhães                                                                     |                       | Partido Progressista PP                          | 21 de junho de 1945     | 15 de outubro de 1947                   | Prefeito nomeado                                                            |
| 16 | Ubaldino Brandão                                                                   |                       | União Democrática Nacional UDN                   | 15 de outubro de 1947   | 30 de janeiro de 1951                   | Prefeito eleito em sufrágio universal                                       |
| 17 | Miguel Moreira                                                                     |                       | Partido Social Democrático PSD                   | 31 de janeiro de 1951   | 30 de janeiro de 1955                   | Prefeito eleito em sufrágio universal                                       |
| 18 | Francisco Ferreira da Silva                                                        |                       | União Democrática Nacional UDN                   | 31 de janeiro de 1955   | 30 de janeiro de 1959                   | Prefeito eleito em sufrágio universal                                       |
| 19 | José Almeida Alcântara                                                             |                       | Partido Libertador PL                            | 30 de janeiro de 1959   | 30 de janeiro de 1963                   | Prefeito eleito em sufrágio universal eleito Deputado estadual de 1963-1967 |
| 20 | Félix de Almeida Mendonça (Conceição do Almeida, 23.03.1928 –Salvador, 26.06.2020) |                       | União Democrática Nacional UDN                   | 31 de janeiro de 1963   | 30 de janeiro de 1967                   | Prefeito eleito em sufrágio universal                                       |
| 21 | José Almeida Alcântara                                                             |                       | Aliança Renovadora Nacional ARENA                | 31 de janeiro de 1967   | 7 de abril de 1968                      | Prefeito eleito em sufrágio universal falecido durante o mandato            |
| 22 | Raimundo Lima                                                                      |                       | Movimento Democrático Brasileiro MDB             | 7 de abril de 1968      | 15 de novembro de 1968                  | Prefeito interino                                                           |
| 23 | Fernando Almeida Cordier (1931–Itabuna, 14.06.1915)                                |                       | Aliança Renovadora Nacional ARENA                | 15 de novembro de 1968  | 31 de dezembro de 1972                  | Prefeito eleito em sufrágio universal                                       |
| 24 | José Oduque Teixeira (Itabuna, 18.10.1923–Salvador, 24.07.2022)                    |                       | Movimento Democrático Brasileiro MDB             | 1° de janeiro de 1973   | 31 de dezembro de 1977                  | Prefeito eleito em sufrágio universal                                       |
| 25 | Fernando Gomes de Oliveira (Itabuna, 18.10.1923–Salvador, 24.07.2022)              |                       | Movimento Democrático Brasileiro MDB             | 1° de janeiro de 1978   | 31 de dezembro de 1982                  | Prefeito eleito em sufrágio universal                                       |
| 26 | Ubaldo Porto Dantas (Itabuna, 20.04.1937–)                                         |                       | Partido do Movimento Democrático Brasileiro PMDB | 1° de janeiro de 1983   | 31 de dezembro de 1988                  | Prefeito eleito em sufrágio universal                                       |
| 27 | Fernando Gomes de Oliveira (Itabuna, 18.10.1923–Salvador, 24.07.2022)              |                       | Partido do Movimento Democrático Brasileiro PMDB | 1º de janeiro de 1989   | 31 de dezembro de 1992                  | Prefeito eleito em sufrágio universal                                       |
| 28 | Geraldo Simões de Oliveira (Itabuna, 13.11.1953–)                                  |                       | Partido dos Trabalhadores PT                     | 1º de janeiro de 1993   | 31 de dezembro de 1996                  | Prefeito eleito em sufrágio universal                                       |
| 29 | Fernando Gomes de Oliveira (Itabuna, 18.10.1923–Salvador, 24.07.2022)              |                       | Partido Trabalhista Brasileiro PTB               | 1º de janeiro de 1997   | 31 de dezembro de 2000                  | Prefeito eleito em sufrágio universal                                       |
| 30 | Geraldo Simões de Oliveira (Itabuna, 13.11.1953–)                                  |                       | Partido dos Trabalhadores PT                     | 1º de janeiro de 2001   | 31 de dezembro de 2004                  | Prefeito eleito em sufrágio universal                                       |
| 31 | Fernando Gomes de Oliveira (Itabuna, 18.10.1923–Salvador, 24.07.2022)              |                       | Partido da Frente Liberal PFL                    | 1º de janeiro de 2005   | 31 de dezembro de 2008                  | Prefeito eleito em sufrágio universal                                       |
| 32 | José Nilton Azevedo Leal, Capitão Azevedo (Itabuna, 08.08.1952–)                   |                       | Democratas DEM                                   | 1º de janeiro de 2009   | 31 de dezembro de 2012                  | Prefeito eleito em sufrágio universal                                       |
| 33 | Claudevane Moreira Leite (Cipó, 18.09.1962–)                                       |                       | Partido Republicano Brasileiro PRB               | 1º de janeiro de 2013   | 31 de dezembro de 2016                  | Prefeito eleito em sufrágio universal                                       |
| 34 | Fernando Gomes de Oliveira (Itabuna, 18.10.1923–Salvador, 24.07.2022)              |                       | Partido Trabalhista Cristão PTC                  | 1º de janeiro de 2017   | 31 de dezembro de 2020                  | Prefeito eleito em sufrágio universal                                       |
| 35 | Augusto Narciso Castro (Ibicaraí, 18.01.1970–)                                     |                       | Partido Social Democrático PSD                   | 1° de janeiro de 2021   | 31 de dezembro de 2024                  | Prefeito eleito em sufrágio universal                                       |
| 35 | Augusto Narciso Castro (Ibicaraí, 18.01.1970–)                                     | 1° de janeiro de 2025 | Partido Social Democrático PSD                   | Atualidade              | Prefeito reeleito em sufrágio universal |                                                                             |